# Microseris
Microseris är ett släkte av korgblommiga växter. Microseris ingår i familjen korgblommiga växter.

## Bildgalleri

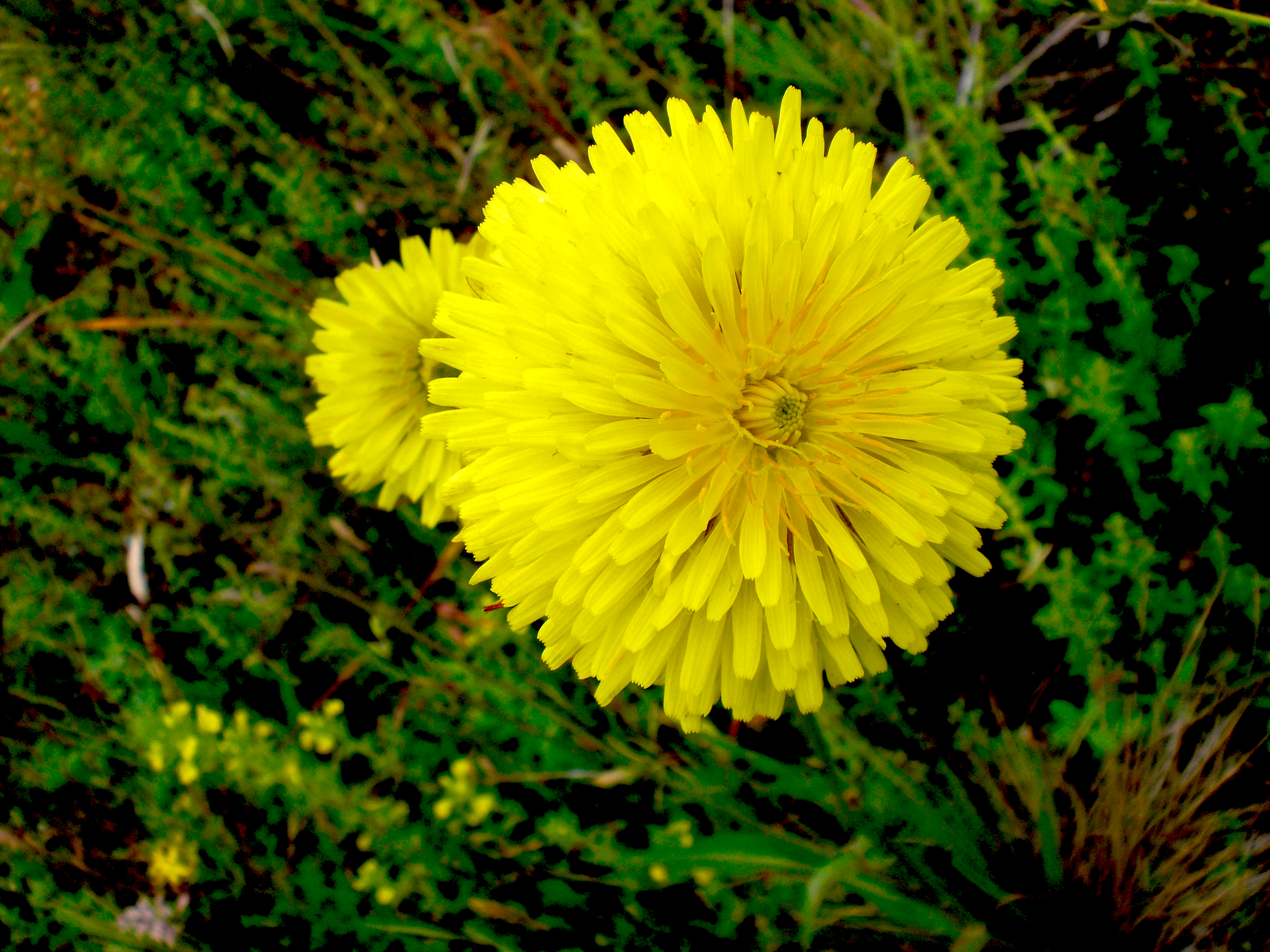
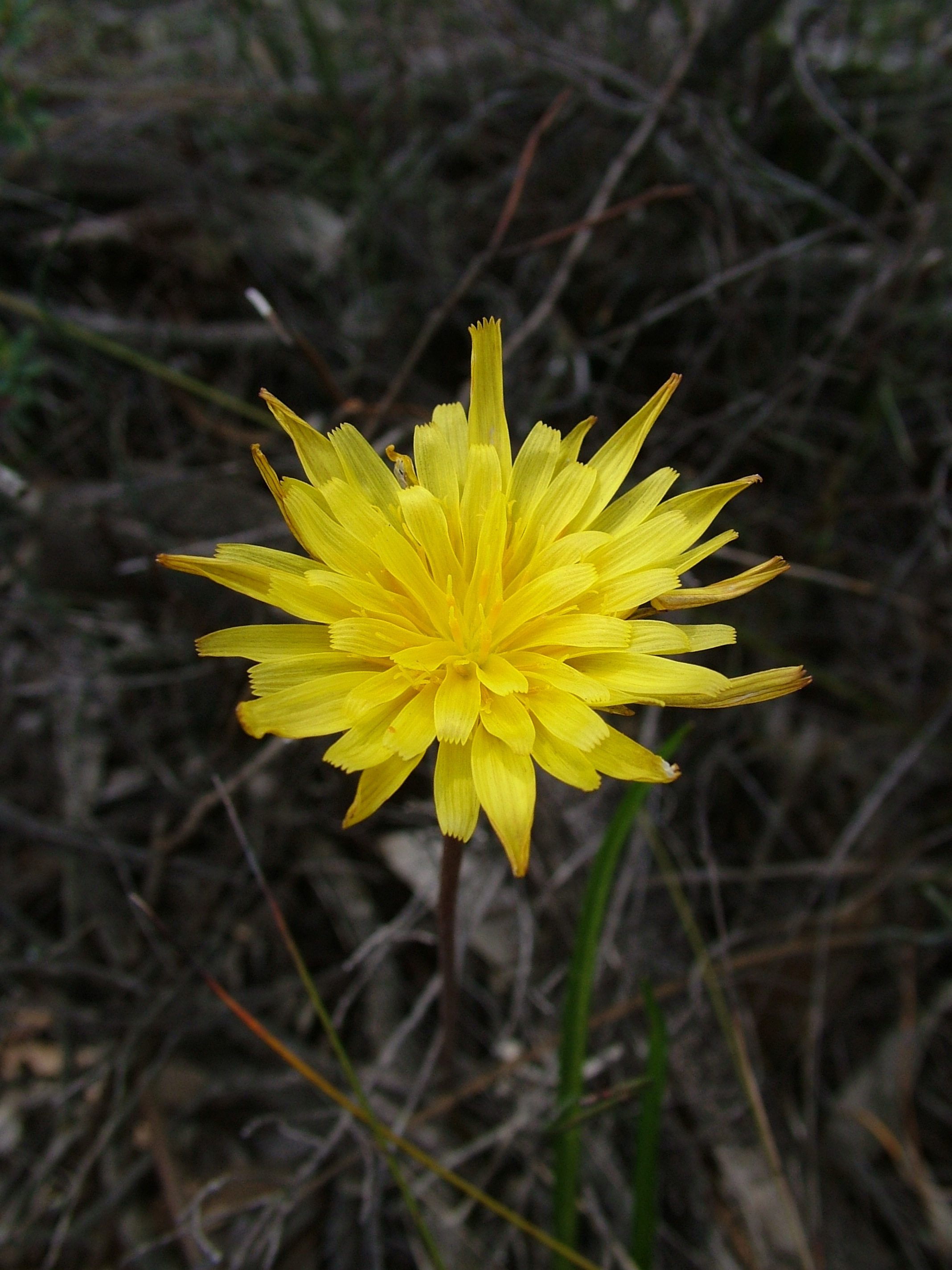
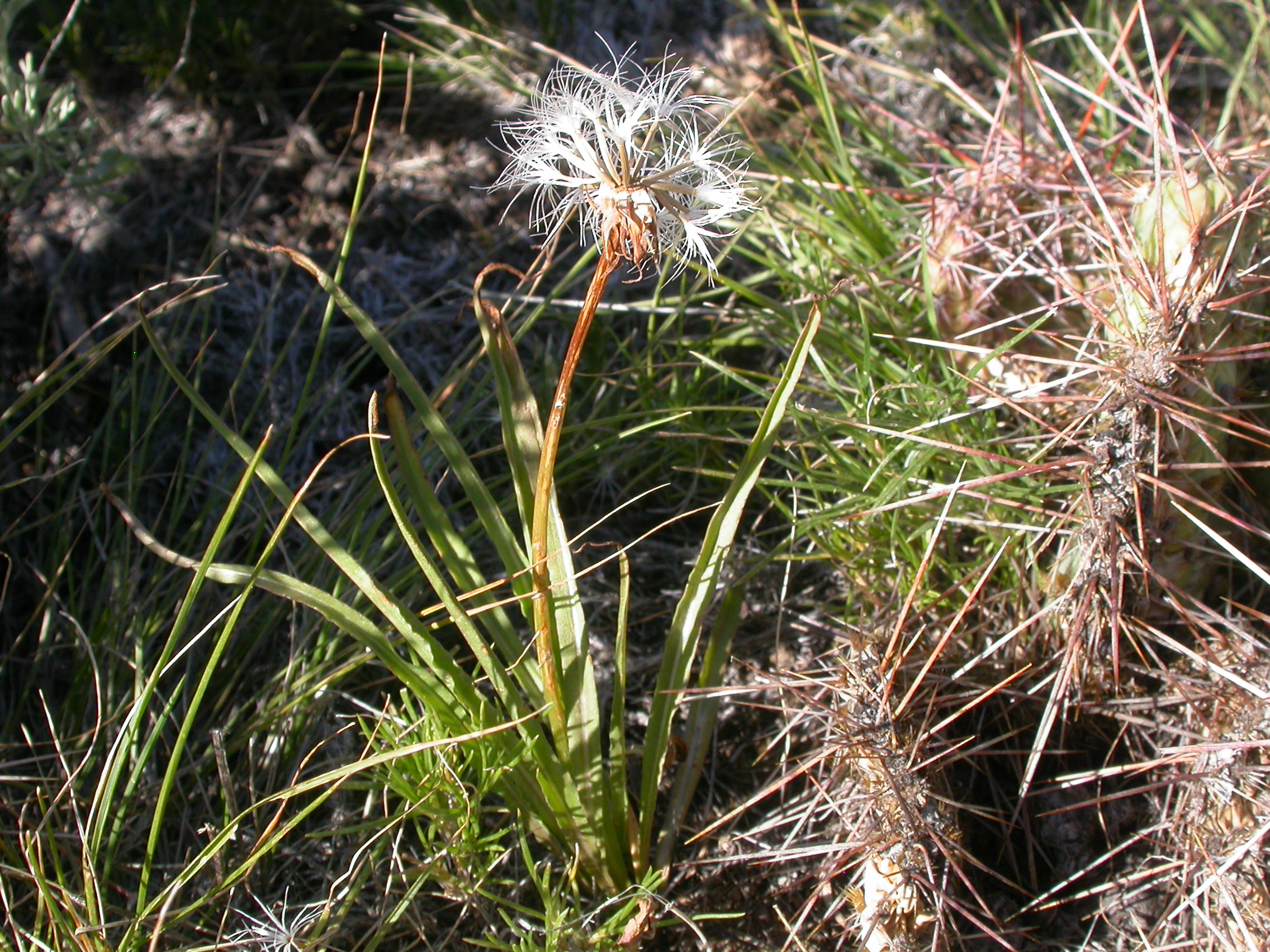
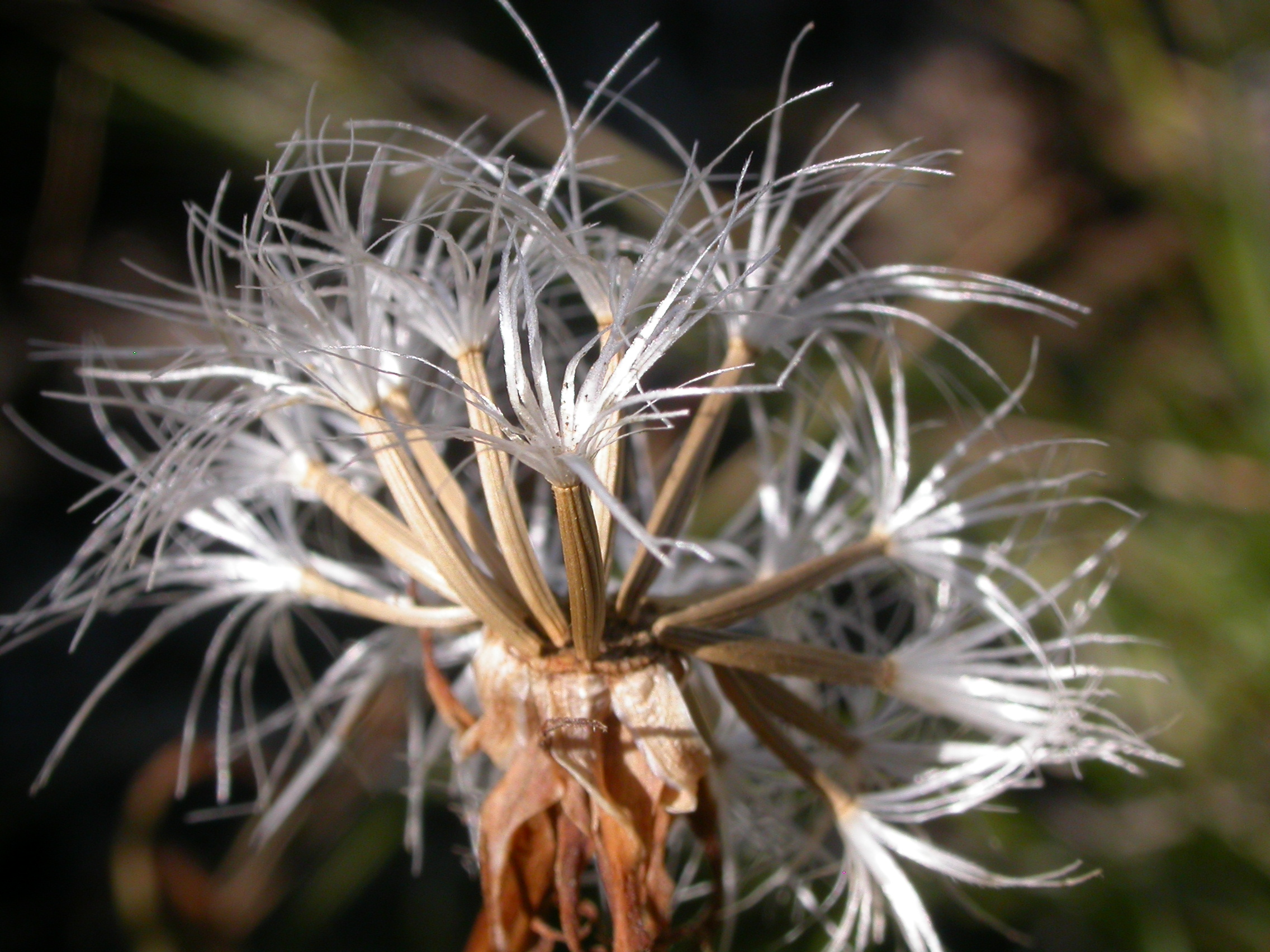
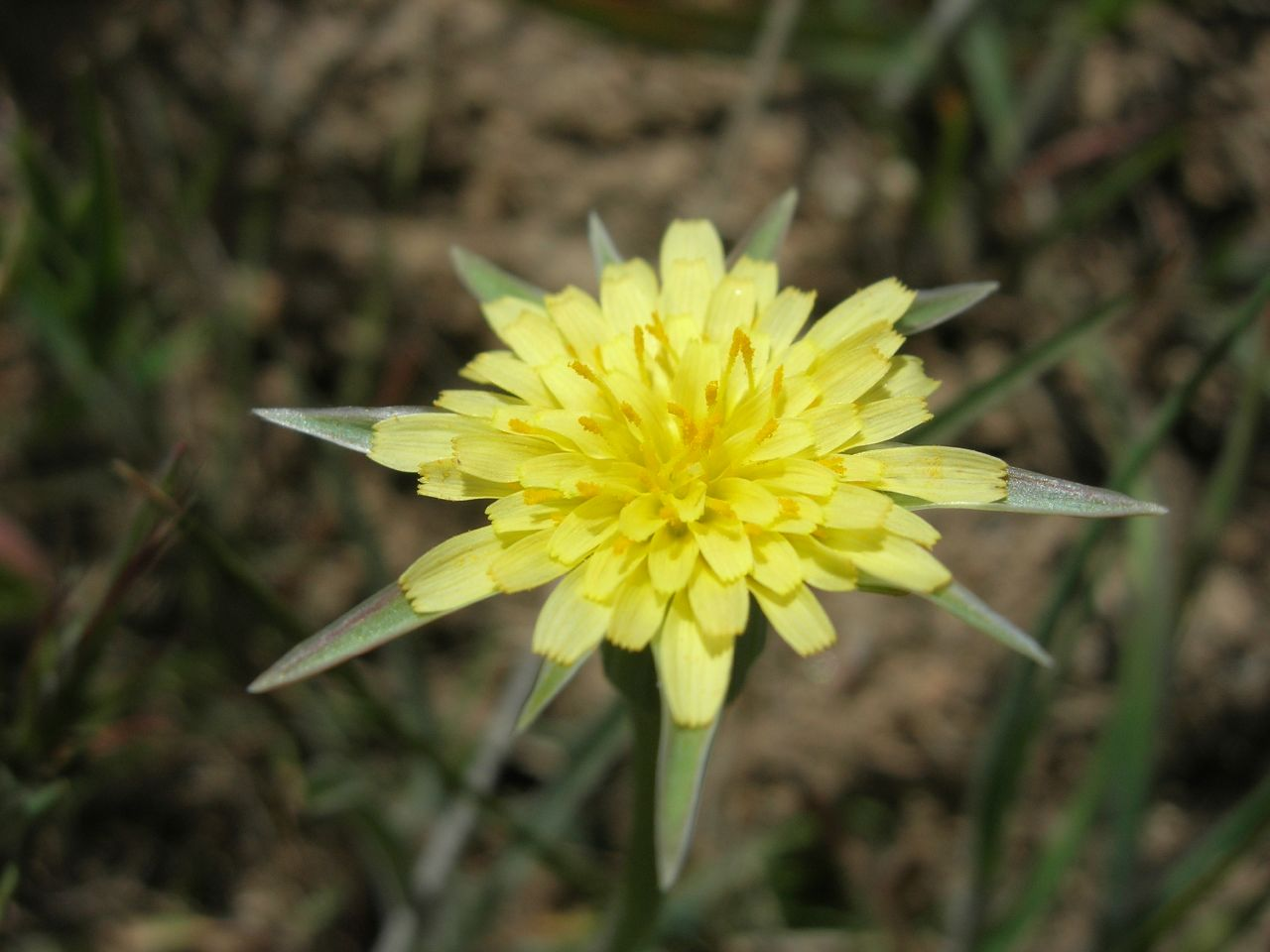
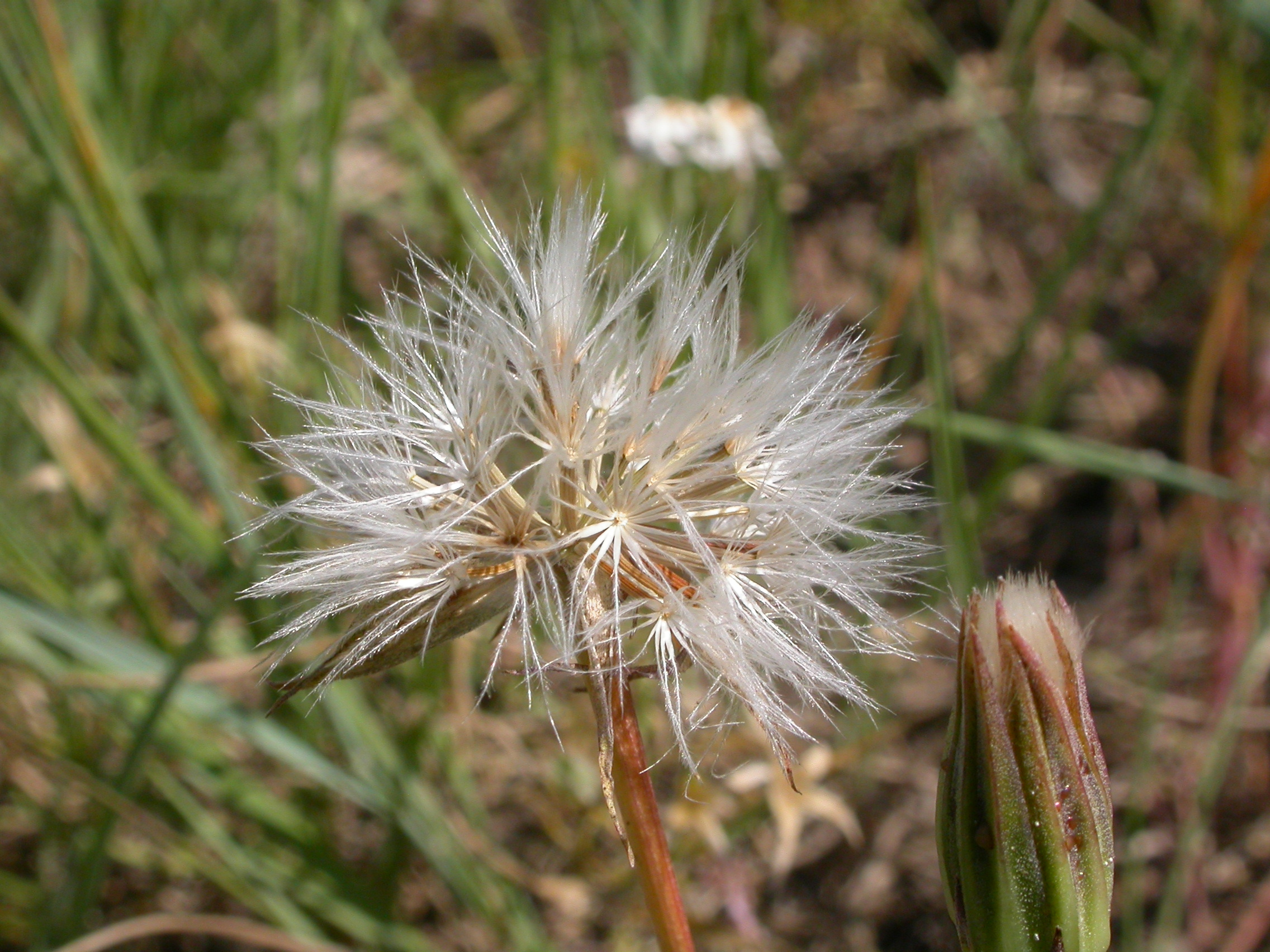

## Dottertaxa tillMicroseris, i alfabetisk ordning[1]
- Microseris acuminata
- Microseris aliciae
- Microseris anomala
- Microseris atrata
- Microseris bigelovii
- Microseris borealis
- Microseris breviseta
- Microseris callicarpha
- Microseris campestris
- Microseris castanea
- Microseris cognata
- Microseris conjugens
- Microseris decipiens
- Microseris douglasii
- Microseris elegans
- Microseris furfuracea
- Microseris heterocarpa
- Microseris howellii
- Microseris insignis
- Microseris intermedia
- Microseris laciniata
- Microseris lanceolata
- Microseris leiosperma
- Microseris leucocarpha
- Microseris maritima
- Microseris melanocarpha
- Microseris neozelandica
- Microseris nevadensis
- Microseris nutans
- Microseris obtusata
- Microseris oligantha
- Microseris paludosa
- Microseris parvula
- Microseris picta
- Microseris proxima
- Microseris pulchella
- Microseris pygmaea
- Microseris scapigera
- Microseris stenocarpha
- Microseris sylvatica
- Microseris tasmanica
- Microseris teakleana
- Microseris tenuisecta